# Атлетико Сеута
Клуб Атлетико де Сеута (на испански: Club Atlético de Ceuta) е испански футболен отбор от автономния град Сеута, разположен на средиземноморския бряг на Северна Африка, срещу Гибралтар. Основан е през 1956 г.
Към настоящия момент се състезава в Терсера дивисион.